# Hypsibius pachyunguis
Hypsibius pachyunguis är en djurart som tillhör fylumet trögkrypare, och som beskrevs av Walter Maucci 1996. Hypsibius pachyunguis ingår i släktet Hypsibius och familjen Hypsibiidae. Inga underarter finns listade i Catalogue of Life.